# Lícia Manzo
Lícia Manzo (Rio de Janeiro, 28 de março de 1965) é uma autora de telenovela, produtora, diretora e roteirista brasileira. Foi atriz durante 15 anos e parou de atuar aos 30 anos.
Em 1984, o grupo teatral Além da Lua, fundado por ela, conquistou o prêmio Molière de melhor grupo teatral para crianças.
Em 2011, assumiu o papel de autora de telenovelas da TV Globo, sendo aclamada pela crítica televisiva pela qualidade do texto em suas obras, construção de personagens densos, dúbios e com problematizações urbanas, familiares, contemporâneas e psicológicas.

## Carreira
Lícia fez sua estreia na TV como roteirista da coleção Tecendo o Saber, da Fundação Roberto Marinho. Em 2009, escreveu a série Tudo Novo de Novo, com supervisão de texto de Maria Adelaide Amaral, sendo a sua primeira série como autora titular na TV Globo. Protagonizada por Júlia Lemmertz e Marco Ricca, a intenção era retratar a situação da família brasileira contemporânea. O envolvimento da arquiteta Clara com o engenheiro Miguel era o pano de fundo para contar a história.
Em 2011, escreveu sua primeira telenovela A Vida da Gente. A trama, protagonizada por Fernanda Vasconcellos, Marjorie Estiano e Rafael Cardoso contava a história de duas irmãs unidas que se apaixonam pelo irmão de criação de ambas, o que acaba colocando a relação delas em risco, além de outros dilemas familiares que vão afetá-las. A novela recebeu críticas positivas da mídia especializada e foi eleita pelo jornal espanhol 20 minutos como a décima melhor telenovela brasileira de todos os tempos.
Em 2013, entregou à TV Globo uma novela intitulada Sete Vidas, que inicialmente estava cotada para ser exibida no horário das 23h, porém a trama agradou a direção da emissora, sendo adiada para março de 2015, no horário das 18h, substituindo Boogie Oogie, de Rui Vilhena. A trama contava a história de sete pessoas que descobrem serem irmãos, gerados por inseminação artificial de um esperma doado em um banco de esperma. Foi protagonizada por Domingos Montagner, Débora Bloch, Isabelle Drummond, Jayme Matarazzo, Guilherme Lobo, Thiago Rodrigues, Maria Eduarda de Carvalho e Michel Noher.
Entre 2016 e 2017, Lícia Manzo criou, desenvolveu e entregou para a alta cúpula da Globo um argumento, sinopse e 51 capítulos de Jogo da Memória, telenovela que deveria entrar em cartaz no horário das 23h da emissora carioca. Na trama, a autora pretendia abordar uma relação incestuosa dos protagonistas meio irmãos, Virgínia e Bento, durante três fases - no Brasil rural, em 1940; numa pequena província, em 1960; e numa grande metrópole brasileira, em 2000. Ao todo, pretendia-se levar ao ar 88 capítulos. No entanto, em 2018, apesar do elenco escalado e diretores definidos para a produção, o projeto foi engavetado sem data para sair do papel. A colunista de O Globo Patrícia Kogut disse, à época, que a trama enfrentava problemas de desenvolvimento, de custos e sequência, com várias cronologias simultâneas.
Em 2021, voltou ao ar com Um Lugar ao Sol, sua terceira novela e primeira no horário nobre da TV Globo. Cauã Reymond, Andreia Horta, Alinne Moraes, José de Abreu, Daniel Dantas, Andréa Beltrão, Mariana Lima, Natália Lage, estão no elenco. A novela das nove é livremente inspirada nas obras de Shakespeare, como: A Comédia dos Erros, Hamlet, Macbeth, Romeu & Julieta, Otelo, O Mouro de Veneza, A Megera Domada, Noite de Reis, O Mercador de Veneza, Rei Lear, o personagem Winston Smith do romance "1984", escrito por George Orwell e os personagens de Admirável Mundo Novo de Aldous Huxley. A trama estrearia em maio de 2020, mas devido a pandemia do novo coronavírus (COVID-19), as gravações foram suspensas por tempo indeterminado, sendo posteriormente confirmada para novembro de 2021.
Nas três telenovelas que foram ao ar, Lícia Manzo apresentou um texto primoroso, maduro e elogiado pela crítica de TV. Suas reflexões colocadas na boca dos personagens parecem não agradar ao público comum, acostumado com outras tramas de autores com textos populares e cheios de clichês folhetinescos. Em contrapartida, o texto de Lícia Manzo satisfaz os telespectadores mais exigentes e sofisticados, sendo considerado como obra prima pelos intelectuais.
O estilo da autora agrada a alta cúpula da Globo, emissora que a deu prestígio. Após o término de Um Lugar ao Sol, o veículo de comunicação carioca renovou o contrato da autora e encomendou para Lícia Manzo a sinopse de uma nova telenovela, que deveria ir ao ar em 2024, no horário das 18h, faixa que a consagrou.
No dia 1º de julho de 2023, o jornal O Globo publicou que O País de Alice seria o título provisório da nova novela de Lícia Manzo para a faixa das seis da TV Globo. No entanto, mesmo aprovada pela emissora, a trama foi cancelada após a autora entregar os primeiros capítulos da telenovela para pré-produção. O motivo, segundo a Folha de S.Paulo, é que a trama supostamente não teria agradado a direção de teledramaturgia da Globo, comandada por Amauri Soares. A assessoria de imprensa da emissora nega o cancelamento, alegando que não chegou a divulgar a novela das seis como substituta de Elas Por Elas (2023). A novela teria como protagonista Alice, uma jovem violonista que retorna ao Brasil depois de passar parte da sua vida na Itália, descobrindo que seu passado é cercado de mistérios e mentiras, o que estremece sua relação com a mãe. A novela estava prevista para estrear no primeiro semestre de 2024.
Vista pelos corredores dos Estúdios Globo, no início de fevereiro de 2024, Lícia Manzo se reuniu com os diretores José Luiz Villamarim e Amauri Soares. No encontro, eles encomendaram para a autora uma nova sinopse. A produção, segundo a Folha de S.Paulo, está prevista para o horário das seis. Embora a Globo não confirme, o periódico diz que, no planejamento da emissora, a ideia é que Manzo entre em cartaz no segundo semestre de 2025.
Após 32 anos, Lícia Manzo não teve o contrato fixo renovado com a Globo. A informação foi divulgada no dia 25 de setembro de 2024. Agora, conforme a empresa, a autora deve trabalhar com contrato por obra, podendo escrever para outras emissoras e streamings.

### Novelas
| Título          | Ano  | Creditada como | Creditada como | Notas      | Emissora |
| Título          | Ano  | Autora         | Colaboradora   | Notas      | Emissora |
| --------------- | ---- | -------------- | -------------- | ---------- | -------- |
| Três Irmãs      | 2008 |                | Sim            | [ nota 1 ] | TV Globo |
| A Vida da Gente | 2011 | Sim            |                |            | TV Globo |
| Sete Vidas      | 2015 | Sim            |                | [ 20 ]     | TV Globo |
| Um Lugar ao Sol | 2021 | Sim            |                | [ 21 ]     | TV Globo |

### Séries e programas
| Título            | Ano     | Creditada como | Creditada como | Creditada como | Notas      | Emissora |
| Título            | Ano     | Autora         | Colaboradora   | Roteirista     | Notas      | Emissora |
| ----------------- | ------- | -------------- | -------------- | -------------- | ---------- | -------- |
| Os Trapalhões     | 1992    |                |                | Sim            | [ nota 2 ] | TV Globo |
| Sai de Baixo      | 1996–98 |                |                | Sim            | [ nota 3 ] | TV Globo |
| Retrato Falado    | 1999–05 |                |                | Sim            | [ nota 4 ] | TV Globo |
| Papo Irado        | 2002–03 |                |                | Sim            | [ nota 5 ] | TV Globo |
| Malhação          | 2003    |                | Sim            |                | [ nota 6 ] | TV Globo |
| Malhação          | 2004    |                | Sim            |                | [ nota 6 ] | TV Globo |
| A Diarista        | 2004–07 |                |                | Sim            | [ nota 7 ] | TV Globo |
| Tudo Novo de Novo | 2009    | Sim            |                |                | [ nota 7 ] | TV Globo |

## Prêmios e indicações
| Ano  | Prêmio                    | Categoria     | Indicação       | Resultado | Ref.          |
| ---- | ------------------------- | ------------- | --------------- | --------- | ------------- |
| 2012 | Prêmio Contigo! de TV     | Melhor Novela | A Vida da Gente | Indicada  | [ 23 ]        |
| 2012 | Prêmio Contigo! de TV     | Melhor Autor  | A Vida da Gente | Venceu    | [ 23 ]        |
| 2012 | Prêmio Extra de Televisão | Melhor Novela | A Vida da Gente | Indicada  | [ 24 ]        |
| 2015 | Prêmio Extra de Televisão | Melhor Novela | Sete Vidas      | Indicada  | [ 25 ]        |
| 2015 | Troféu APCA               | Melhor Novela | Sete Vidas      | Indicada  | [ 26 ]        |
| 2015 | Prêmio Quem de Televisão  | Melhor Autor  | Sete Vidas      | Indicada  | [ 27 ]        |
| 2021 | Prêmio APCA de Televisão  | Melhor Novela | Um Lugar ao Sol | Indicada  | [ 28 ] [ 29 ] |
| 2022 | Prêmio Contigo! Online    | Melhor Novela | Um Lugar ao Sol | Indicada  | [ 30 ]        |
| 2022 | Troféu Imprensa           | Melhor Novela | Um Lugar ao Sol | Venceu    | [ 31 ]        |
| 2022 | Troféu Internet           | Melhor Novela | Um Lugar ao Sol | Venceu    | [ 32 ]        |